# The Redemption of David Corson
The Redemption of David Corson er en amerikansk stumfilm fra 1914.

## Medvirkende
- William Farnum som David Corson.
- Robert Broderick som Dr. Parcelsus.
- Constance Mollineaux som Pepeeta.
- Hal Clarendons som Andy MacFarlane.
- Helen Aubrey.